# 엑스 마르세유 대학교
엑스-마르세유대학교(Aix-Marseille Université)는 프랑스 대학역사에서 중세시대부터 이어져온 유럽에서 오래된 대학중 하나이다. 14세기 말경 출현하였다. 특히 정치학, 법학, 경제학, 수학, 물리, 화학 및 공학에서 높은 명성을 얻었다. 엑스-마르세유대학교는 제1대학교, 제2대학교 및 제3대학교로 운영되었으나 2012년 이후로 통폐합되었다.

## 지금의 엑스-마르세유대학교
엑스-마르세유대학교는 2012년 이후로 액성프로방스와 마르세유의 세 곳의 캠퍼스에서 마르세유 제1, 2, 3대학으로 분리되어 운영되어 오던 것을 엑스-마르세유대학교로 통합한 프랑스 국립대학이다.학생수는 총 70,221명으로 학생수, 교직원수, 운영비로 프랑스어권 대학 중 가장 큰 대학이다.